# Теркс и Кайкос
Теркс и Ка́йкос (англ. Turks and Caicos Islands) — британская заморская территория в Вест-Индии. 15 октября 2012 года вступила в силу новая конституция, принятая в 2011 году, завершив тем самым трёхлетнее прямое правление временной британской администрации.

## Этимология
Английский топоним «Turks and Caicos Islands» образован из двух частей: «Turk’s» с потерей притяжательного апострофа, которое, в свою очередь, явилось сокращением названия кактуса «Turk’s cap cactus» (Melocactus intortus), который был назван в честь турецкой фески; а также «Caicos», видоизмененного «caya hico», что в переводе с индейского языка лукаянов (принадлежавших к более широкой группе народов таино) означает «группа островов». Таким образом, дословный перевод названия (в отрыве от его этимологии) с английского (используя разные варианты типа «турецкие» или «тюркские») смысла не имеет.

## География

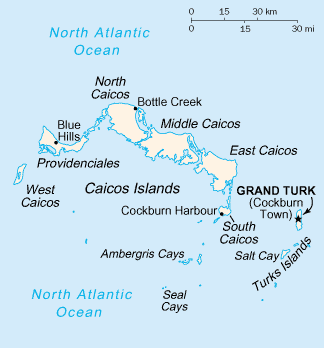
Острова Теркс и Кайкос

Территория расположена в Атлантическом океане, юго-восточнее Багамских Островов, с которыми образует Лукайский архипелаг, в 144 км к северу от Гаити.
Состоит из 40 больших и малых островов, образующих две группы — Кайкос на западе и Теркс на востоке. Общая площадь островов — 430 км².
Постоянное население имеется только на шести островах: Гранд-Терк, Солт-Кей, Норт-Кайкос, Мидл-Кайкос, Саут-Кайкос и Провиденсьялес. Острова Паррот-Кей, Амбергрис-Кей, Уотер-Кей и Пайн-Кей являются островами-курортами, на которых нет постоянного населения, но имеются отели и сезонные домовладения.
Острова низменные, сложены из известняка. Множество солёных болот. Самый высокий остров — Провиденсьялес (высшая точка — 49 м). Вокруг островов коралловые рифы.
Климат тропический, пассатный. Зной в жаркий сезон (с апреля по ноябрь) смягчается северо-восточными пассатными ветрами. Количество осадков составляет 700—800 мм в год. Частые ураганы.
Растительность — мангровые заросли на побережье, есть сосновые леса. Животный мир представлен водоплавающими птицами.
Окружающие воды богаты рыбой, лангустами и моллюсками. 

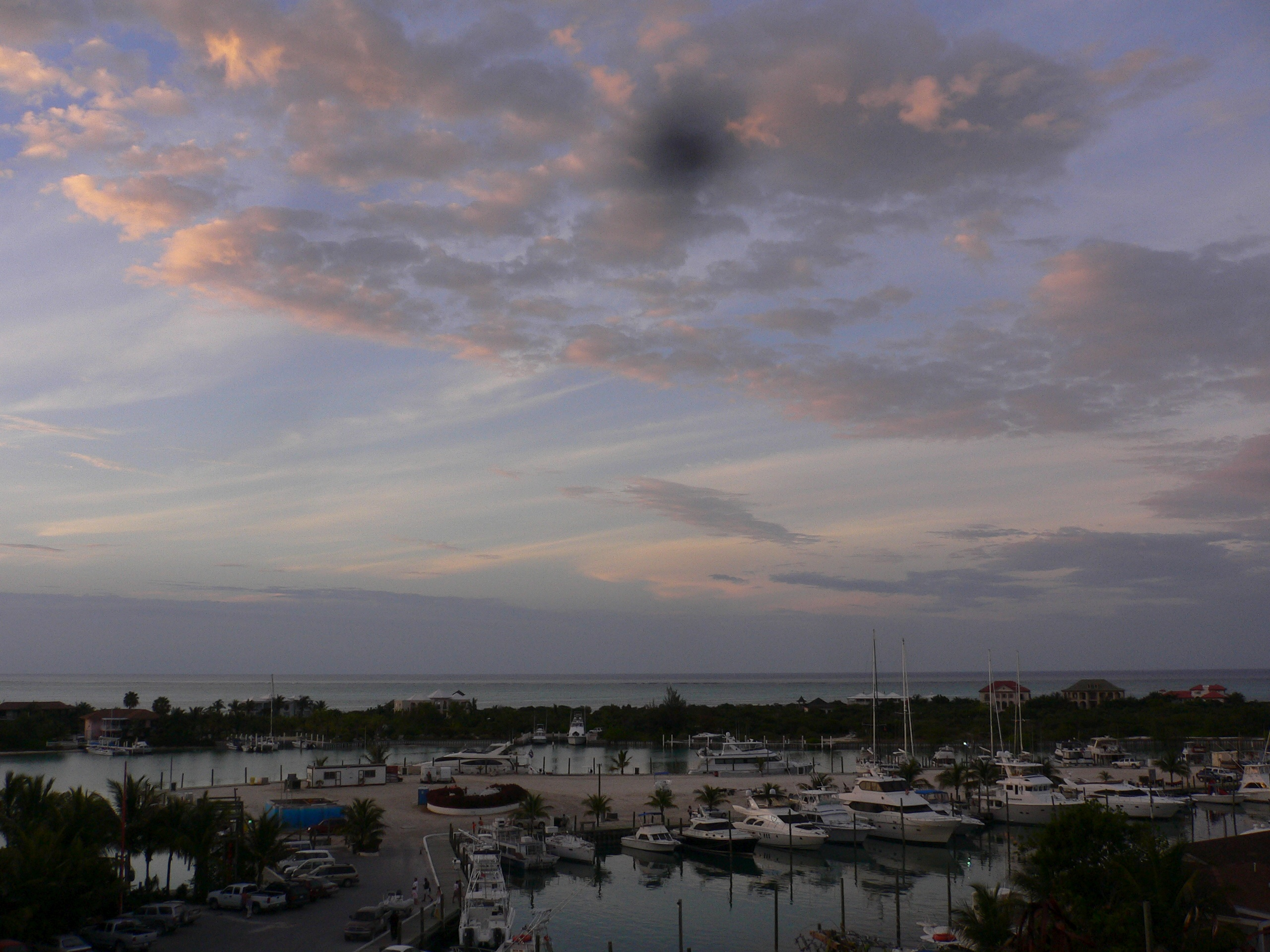
Закат

## Климат
На островах относительно сухой и солнечный морской тропический климат с относительно постоянной температурой в течение года. Летние температуры редко превышают 33 °C, а ночью зимой температура редко падает ниже 18 °C.
| Показатель                    | Янв. | Фев. | Март | Апр. | Май | Июнь | Июль | Авг. | Сен. | Окт. | Нояб. | Дек. | Год  |
| ----------------------------- | ---- | ---- | ---- | ---- | --- | ---- | ---- | ---- | ---- | ---- | ----- | ---- | ---- |
| Средний суточный максимум, °C | 27   | 27   | 28   | 28   | 29  | 30   | 31   | 31   | 31   | 30   | 29    | 28   | 29,1 |
| Средний суточный минимум, °C  | 23   | 23   | 23   | 24   | 25  | 26   | 27   | 27   | 27   | 26   | 24    | 24   | 24,9 |

## История
Острова были заселены лукаянами из племени араваков ещё в V веке нашей эры. Они переселились на архипелаг с Больших Антильских островов, предположительно с Эспаньолы (Гаити) или Кубы.

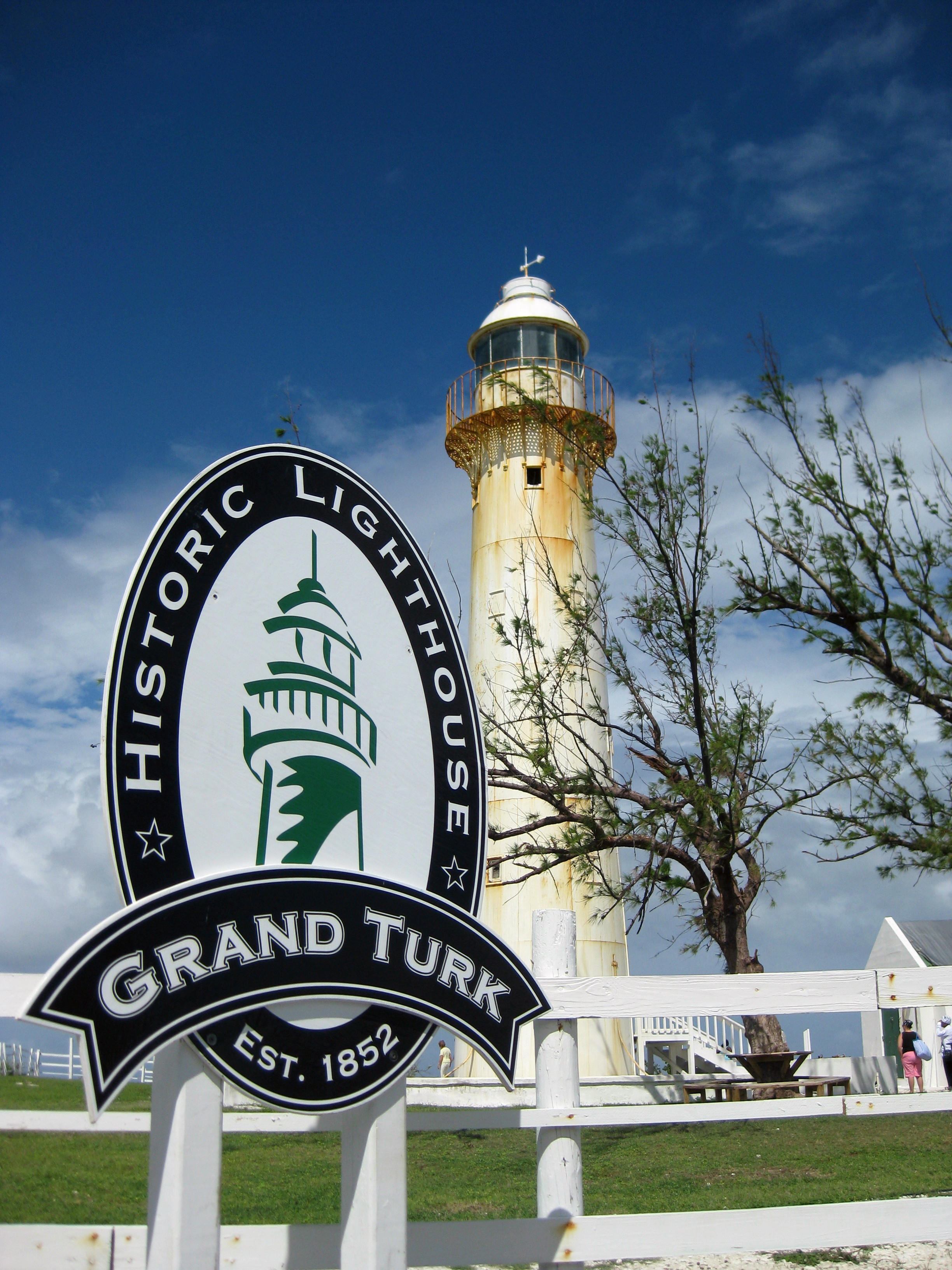
Маяк на Гранд-Терке (1852 год).

Острова были открыты испанцем Хуаном Понсе де Леоном в 1512 году. Аборигенного населения на островах к тому времени уже не было.
С XVII века на острова стали приезжать за солью английские колонисты с Бермудских островов. Затем, несмотря на противодействие Испании, англичане основали там плантации и привезли негров-рабов.
С 1766 года Теркс и Кайкос официально стали колонией Британии.
В 1848 году Теркс и Кайкос объявили отдельной колонией, но в 1873 году они вошли в состав Ямайки. В 1917 году премьер-министр Канады Роберт Борден предложил включить острова в состав своего государства, но британский премьер Ллойд Джордж отверг это предложение.
В августе 1962 года Ямайка получила независимость от Великобритании, а Теркс и Кайкос стали коронной колонией.
С 1976 года на островах имеются местные правительство и парламент.
В 1979 году местные власти заключили соглашение с Лондоном о предоставлении островам независимости в 1982 году, однако после очередных выборов новый состав местных властей Теркса и Кайкоса принял решение отказаться от получения государственной независимости и сохранить статус заморской территории Великобритании.
В 2008 году во время рутинной проверки администрации островов британским парламентом были получены доклады о коррупции среди чиновников высшего уровня местного правительства, в результате чего губернатор Ричард Товер назначил специальную комиссию для разбирательств. В том же году премьер-министр Майкл Мисик был обвинён в изнасиловании американской туристки. В результате 16 марта 2009 года было объявлено о временном прекращении работы местного правительства, а 18 марта Елизавета II издала королевский декрет, позволяющий новому губернатору, Гордону Везереллу, отменить некоторые части конституции 2006 года и самому управлять заморской территорией.
15 октября 2012 года вступила в силу новая конституция, принятая в июле 2011 года, завершив трёхлетнее прямое правление временной британской администрации.

## Политическое устройство

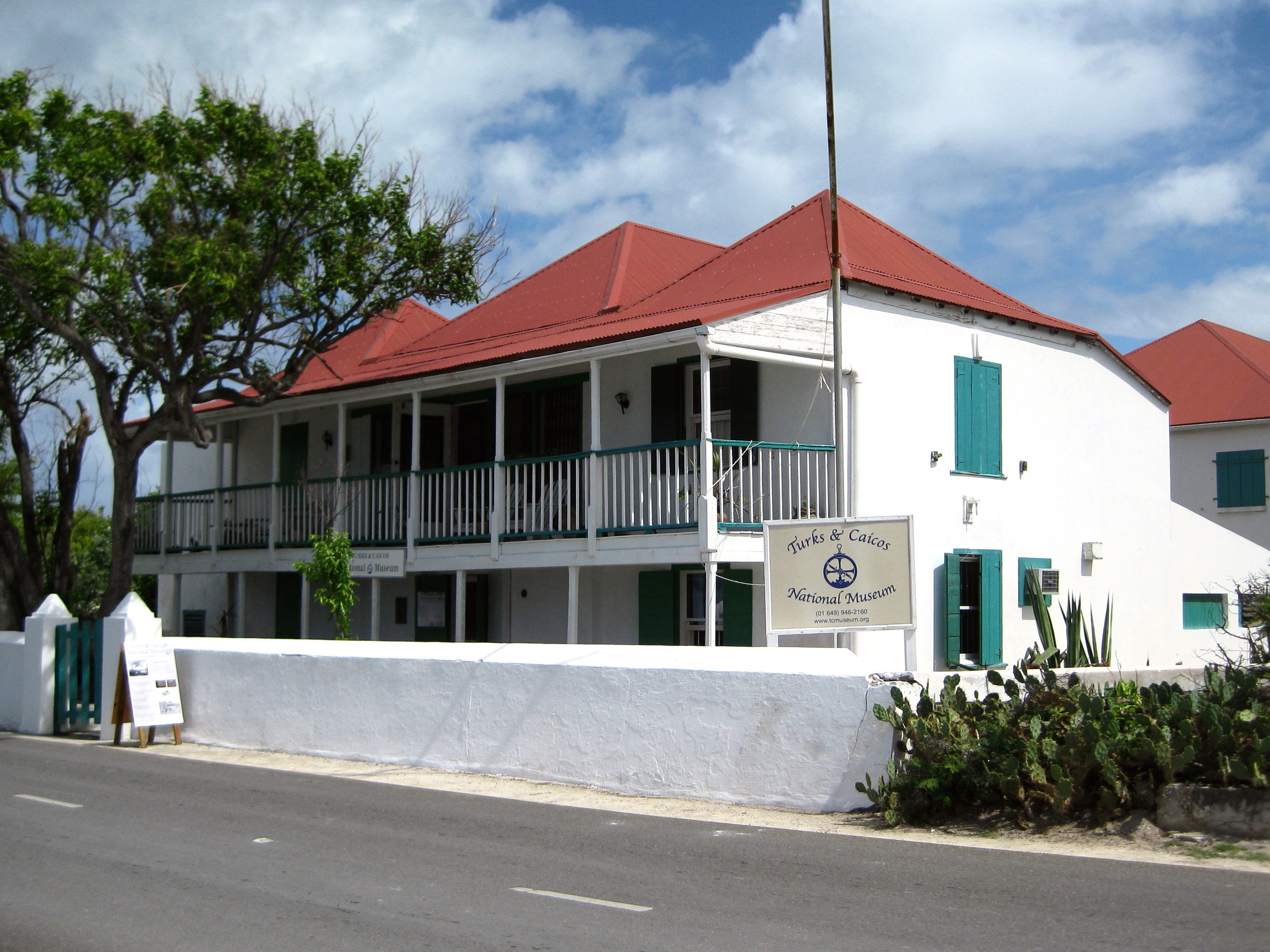
Национальный музей Теркса и Кайкоса

Территория управляется Исполнительным советом, возглавляемым губернатором, и состоящим из премьер-министра, шести министров, назначаемых губернатором из числа членов парламента и прокурора.
Палата собрания (Теркс и Кайкос) (местный парламент) состоит из 21 члена, 15 из них избираются всеобщим голосованием каждые 4 года.
Основные политические партии:
- Прогрессивная национальная партия
- Народное демократическое движение

Юридическая система основана на английском праве и на некоторых законах Багамских островов и Ямайки, изменённых на местном уровне.
Административный центр островов и крупнейший город — Коберн-Таун, расположенный на острове Гранд-Терк.

## Административное деление
Теркс и Кайкос делится на 6 регионов. 4 из них расположены на островах Кайкос и 2 на островах Теркс:
| №      | Регион                           | Адм. центр    | Площадь, км² | Площадь, миля² | Население, чел. (2012) | Плотность, чел./км² |
| ------ | -------------------------------- | ------------- | ------------ | -------------- | ---------------------- | ------------------- |
| Кайкос |                                  |               |              |                |                        |                     |
| 1.     | Провиденсьялес и Западный Кайкос | Блу-Хилс      | 121          | 47             | 23 769                 | 196,44              |
| 2.     | Северный Кайкос                  | Ботл-Крик     | 106          | 41             | 1443                   | 13,61               |
| 3.     | Средний Кайкос                   | Конч-Бар      | 124          | 48             | 168                    | 1,35                |
| 4.     | Восточный Кайкос и Южный Кайкос  | Коберн-Харбор | 68           | 26             | 1139                   | 16,75               |
| Теркс  |                                  |               |              |                |                        |                     |
| 5.     | Гранд-Терк                       | Коберн-Таун   | 17,6         | 6,8            | 4831                   | 274,49              |
| 6.     | Солт-Кей                         | Балфур-Таун   | 7,1          | 2,7            | 108                    | 15,21               |
|        | Всего                            |               | 443,7        | 171,5          | 31 458                 | 70,90               |

## Население

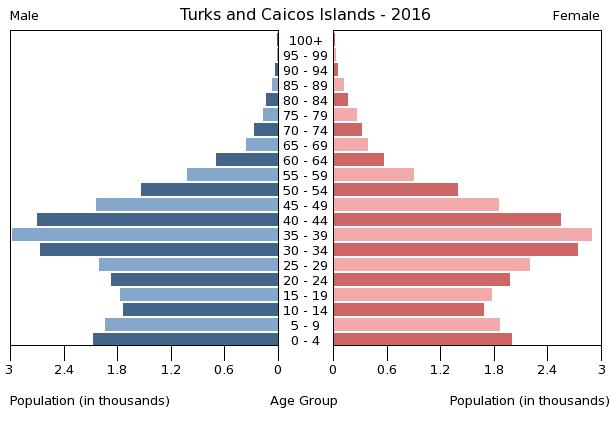
Демографическая пирамида островов Теркс и Кайкос в 2016

Численность населения — 31 458 человек (перепись 2012 года).
Годовой прирост — 2,5 % (в значительной степени от иммиграции).
Этно-расовый состав: негры — около 90 %, остальные — мулаты и белые (в основном англичане, американцы, канадцы).
Язык — английский (официальный).
Грамотность — 99 %.
Религии:
- баптисты — 40 %
- англикане — 18 %
- методисты — 16 %
- пятидесятническая Церковь Бога — 12 %
- другие — 14 %

## Экономика
Экономика территории базируется на туризме, офшорном финансовом бизнесе и рыболовстве.
Согласно опросу, проведённому сайтом TripAdvisor среди туристов в 2016 году, пляж Grace Bay на островах был назван лучшим пляжем мира.
В сельском хозяйстве выращиваются кукуруза, бобы, тапиока, цитрусовые и овощи.
Экспортируются лобстеры и моллюски.

## Налоги и офшорный статус
В этой юрисдикции отсутствуют прямые налоги, как на доходы физических, так и юридических лиц, включая налоги на наследование и дарение. Компании платят только ежегодные лицензионные сборы. Импортные пошлины и гербовые сборы распространяются на всех. Физические лица платят национальный страховой сбор (совместно с работодателями), а также налоги, относящиеся к туристической деятельности. Валютой территории является доллар США. Отсутствует собственный центральный банк и валютный контроль.
Отраслевым направлением офшорного бизнеса на островах Теркс и Кайкос является страховой бизнес. С 1990 года Комиссией по финансовым услугам было выдано более 2000 лицензий на ведение страховой деятельности.
Юрисдикция известна своим режимом конфиденциальности, установленным Ордонансом 1979 года о конфиденциальных взаимоотношениях (англ. Confidential Relationship Ordinance of 1979). В соответствии с этим законоположением, несанкционированная выдача информации специалистами свободных профессий (например, адвокатами) является преступлением, за которое предусмотрен штраф до 10 000 долларов на физическое лицо и до 50 000 долларов на корпорацию, а также тюремное заключение на срок до трёх лет (при этом наложение штрафа может сочетаться с тюремным заключением).
В юрисдикции имеют офисы два крупных банка Barclays и Bank of Nova Scotia. Также между США и Теркс и Кайкос подписан Договор об оказании взаимной правовой помощи (англ. Mutual Legal Assistance Treaty), который позволяет судам Теркс и Кайкос истребовать у местных лиц информацию по запросу органов США в связи с проведением расследований преступлений в сфере наркобизнеса и отмывания денег. Кроме того, между США и Теркс и Кайкос имеется соглашение об обмене налоговой информацией. Также подписаны в 2009 году, но ещё не вступили в силу аналогичные соглашения с Великобританией, Ирландией, Нидерландами.